# Campeonato Europeu de Futebol Sub-21 de 2019
O Campeonato Europeu de Futebol Sub-21 de 2019, mais referido como Euro Sub-21 de 2019, foi a 22ª edição do Campeonato Europeu de Futebol Sub-21. O evento foi realizado na Itália em junho de 2019, após ter sido escolhida como nação anfitriã da fase final pelo Comité Executivo da UEFA na sua reunião em Nyon, na Suíça.
Um total de 12 equipes participaram no torneio, com jogadores nascidos em ou após 1 de janeiro de 1996, elegíveis para participar.
Esse torneio serviu de qualificação europeia para os Jogos Olímpicos de 2020, no Japão. O vencedor da competição foi a Seleção Espanhola de Futebol.

## Eliminatórias

### Equipes classificadas
| País       | Método de qualificação | Data de qualificação   | Melhor classificação                            |
| ---------- | ---------------------- | ---------------------- | ----------------------------------------------- |
| Itália     | Anfitrião              | 9 de dezembro de 2016  | Campeão (1992, 1994, 1996, 2000 e 2004)         |
| Espanha    | Vencedor do Grupo 2    | 6 de setembro de 2018  | Campeão (1986, 1998, 2011, 2013)                |
| França     | Vencedor do Grupo 9    | 7 de septembro de 2018 | Campeão (1988)                                  |
| Inglaterra | Vencedor do Grupo 4    | 11 de Outubro de 2018  | Campeão (1982, 1984)                            |
| Alemanha   | Vencedor do Grupo 5    | 12 de Outubro de 2018  | Campeão (2009, 2017)                            |
| Sérvia     | Vencedor do Grupo 7    | 12 de Outubro de 2018  | Campeão (1978)                                  |
| Croácia    | Vencedor do Grupo 1    | 15 de Outobro de 2018  | Fase do Grupo (2004)                            |
| Romênia    | Vencedor do Grupo 8    | 16 de Outobro de 2018  | Fase do Grupo (1998)                            |
| Dinamarca  | Vencedor do Grupo 3    | 16 de Outobro de 2018  | Fase do Grupo (1992, 2015)                      |
| Bélgica    | Vencedor do Grupo 6    | 16 de Outobro de 2018  | Fase do Grupo (2002, 2007)                      |
| Polónia    | playoff                | 20 de Novembro 2018    | Quartas de final (1982, 1984, 1986, 1992, 1994) |
| Áustria    | playoff                | 20 de Novembro 2018    | Estreia                                         |

## Sedes
| Bolonha Régio da Emília Cesena Trieste Údine Serravalle | Bolonha                | Régio da Emília                   | Cesena                        |
| ------------------------------------------------------- | ---------------------- | --------------------------------- | ----------------------------- |
| Bolonha Régio da Emília Cesena Trieste Údine Serravalle | Stadio Renato Dall'Ara | Mapei Stadium-Città del Tricolore | Stadio Dino Manuzzi           |
| Bolonha Régio da Emília Cesena Trieste Údine Serravalle | Capacidade: 38 279     | Capacidade: 23 717                | Capacidade: 23 860            |
| Bolonha Régio da Emília Cesena Trieste Údine Serravalle |                        |                                   |                               |
| Bolonha Régio da Emília Cesena Trieste Údine Serravalle | Trieste                | Údine                             | Serravalle                    |
| Bolonha Régio da Emília Cesena Trieste Údine Serravalle | Stadio Nereo Rocco     | Stadio Friuli                     | Stadio Olimpico di Serravalle |
| Bolonha Régio da Emília Cesena Trieste Údine Serravalle | Capacidade: 28 565     | Capacidade: 25 144                | Capacidade: 4 877             |
| Bolonha Régio da Emília Cesena Trieste Údine Serravalle |                        |                                   |                               |

## Fase de grupos
|  | Equipes classificadas para a fase final e Jogos Olímpicos de 2020                  |
|  | Equipe classificada como melhor segundo colocado e para os Jogos Olímpicos de 2020 |
|  | Equipes eliminadas                                                                 |

### Grupo A
| Pos. | Seleção | Pts | J | V | E | D | GP | GC | SG |
| ---- | ------- | --- | - | - | - | - | -- | -- | -- |
| 1    | Espanha | 6   | 3 | 2 | 0 | 1 | 8  | 4  | +4 |
| 2    | Itália  | 6   | 3 | 2 | 0 | 1 | 6  | 3  | +3 |
| 3    | Polónia | 6   | 3 | 2 | 0 | 1 | 4  | 7  | –3 |
| 4    | Bélgica | 0   | 3 | 0 | 0 | 3 | 4  | 8  | –4 |

| 16 de junho | Polónia                                    | 3 – 2     | Bélgica               | Mapei Stadium, Régio da Emília            |
| 13:30       | Żurkowski 26' · Bielik 52' · Szymański 79' | Relatório | Iseka 16' · Cools 84' | Público: 2 534 Árbitro: ROM István Kovács |

| 16 de junho | Itália                                 | 3 – 1     | Espanha     | Estádio Renato Dall'Ara, Bolonha              |
| 16:00       | Chiesa 36', 64' · Pellegrini 82' (pen) | Relatório | Ceballos 9' | Público: 26 432 Árbitro: NED Serdar Gözübüyük |

| 19 de junho | Espanha               | 2 – 1     | Bélgica     | Mapei Stadium, Régio da Emília               |
| 13:30       | Olmo 7' · Fornals 89' | Relatório | Bornauw 24' | Público: 2 738 Árbitro: LET Andris Treimanis |

| 19 de junho | Itália | 0 – 1     | Polónia    | Estádio Renato Dall'Ara, Bolonha              |
| 16:00       |        | Relatório | Bielik 40' | Público: 26 890 Árbitro: BLR Aleksei Kulbakov |

| 22 de junho | Bélgica         | 1 – 3     | Itália                                 | Mapei Stadium, Régio da Emília |
| 16:00       | Verschaeren 79' | Relatório | Barella 44' · Cutrone 53' · Chiesa 89' | Árbitro: SER Srdjan Jovanović  |

| 22 de junho | Espanha                                                                    | 5 – 0     | Polónia | Estádio Renato Dall'Ara, Bolonha |
| 16:00       | Fornals 17' · Oyarzabal 35' · Fabián Ruiz 39' · Ceballos 71' · Mayoral 90' | Relatório |         | Árbitro: ESC Bobby Madden        |

### Grupo B
| Pos. | Seleção   | Pts | J | V | E | D | GP | GC | SG |
| ---- | --------- | --- | - | - | - | - | -- | -- | -- |
| 1    | Alemanha  | 7   | 3 | 2 | 1 | 0 | 10 | 3  | +7 |
| 2    | Dinamarca | 6   | 3 | 2 | 0 | 1 | 6  | 4  | +2 |
| 3    | Áustria   | 4   | 3 | 1 | 1 | 1 | 4  | 4  | 0  |
| 4    | Sérvia    | 0   | 3 | 0 | 0 | 3 | 1  | 10 | −9 |

| 17 de junho | Sérvia | 0 – 2     | Áustria                | Stadio Nereo Rocco, Trieste                |
| 13:30       |        | Relatório | Wolf 37' · Horvath 78' | Público: 5 421 Árbitro: SUE Andreas Ekberg |

| 17 de junho | Alemanha                           | 3 – 1     | Dinamarca      | Estádio Friuli, Údine                     |
| 16:00       | Richter 28', 52' · Waldschmidt 65' | Relatório | 73' (pen) Skov | Público: 7 131 Árbitro: ISR Orel Grinfeld |

| 20 de junho | Dinamarca                    | 3 – 1     | Áustria      | Estádio Friuli, Údine                      |
| 13:30       | Mæhle 33', 77' · Olsen 90+3' | Relatório | 47' Lienhart | Público: 7 297 Árbitro: BUL Georgi Kabakov |

| 20 de junho | Alemanha                                                           | 6 – 1     | Sérvia             | Stadio Nereo Rocco, Trieste               |
| 16:00       | Richter 16' · Waldschmidt 30', 37', 80' · Dahoud 69' · Maier 90+2' | Relatório | 85' (pen) Živković | Público: 9 837 Árbitro: ROM István Kovács |

| 23 de junho | Áustria         | 1 – 1     | Alemanha        | Estádio Friuli, Údine                        |
| 16:00       | Danso 24' (pen) | Relatório | 14' Waldschmidt | Público: 9 100 Árbitro: LET Andris Treimanis |

| 23 de junho | Dinamarca                  | 2 – 0     | Sérvia | Stadio Nereo Rocco, Trieste                  |
| 16:00       | Larsen 21' · Rasmussen 51' | Relatório |        | Público: 4 543 Árbitro: BLR Aleksei Kulbakov |

### Grupo C
| Pos. | Seleção    | Pts | J | V | E | D | GP | GC | SG |
| ---- | ---------- | --- | - | - | - | - | -- | -- | -- |
| 1    | Romênia    | 7   | 3 | 2 | 1 | 0 | 8  | 3  | +5 |
| 2    | França     | 7   | 3 | 2 | 1 | 0 | 3  | 1  | +2 |
| 3    | Inglaterra | 1   | 3 | 0 | 1 | 2 | 6  | 9  | −3 |
| 4    | Croácia    | 1   | 3 | 0 | 1 | 2 | 4  | 8  | −4 |

| 18 de junho | Romênia                                                | 4 – 1     | Croácia    | San Marino Stadium, Serravalle           |
| 13:30       | Pușcaș 11' (pen) · Hagi 14' · Băluță 66' · Petre 90+3' | Relatório | 18' Vlašić | Público: 4 035 Árbitro: ESC Bobby Madden |

| 18 de junho | Inglaterra | 1 – 2     | França                        | Stadio Dino Manuzzi, Cesena                  |
| 16:00       | Foden 54'  | Relatório | 89' Ikoné · 90+5' Wan-Bissaka | Público: 11 288 Árbitro: SER Srđan Jovanović |

| 21 de junho | Inglaterra             | 2 – 4     | Romênia                                        | Stadio Dino Manuzzi, Cesena |
| 13:30       | Gray 79' · Abraham 87' | Relatório | Pușcaș 76' (pen) · Hagi 85' · Coman 89', 90+3' | Árbitro: SUE Andreas Ekberg |

| 21 de junho | França     | 1 – 0     | Croácia | San Marino Stadium, Serravalle |
| 16:00       | Dembélé 8' | Relatório |         | Árbitro: HOL Serdar Gözübüyük  |

| 24 de junho | Croácia                       | 3 – 3     | Inglaterra                                  | San Marino Stadium, Serravalle |
| 16:00       | Brekalo 39', 82' · Vlašić 62' | Relatório | Nelson 11' (pen) · Maddison 48' · Kenny 70' | Árbitro: ISR Orel Grinfeld     |

| 24 de junho | França | 0 – 0     | Romênia | Stadio Dino Manuzzi, Cesena |
| 16:00       |        | Relatório |         | Árbitro: BUL Georgi Kabakov |

### Índice técnico dos segundos colocados
| Pos. | Seleção   | Pts | J | V | E | D | GP | GC | SG | Grupo |
| ---- | --------- | --- | - | - | - | - | -- | -- | -- | ----- |
| 1    | França    | 7   | 3 | 2 | 1 | 0 | 3  | 1  | +2 | C     |
| 2    | Itália    | 6   | 3 | 2 | 0 | 1 | 6  | 3  | +3 | A     |
| 3    | Dinamarca | 6   | 3 | 2 | 0 | 1 | 6  | 4  | +2 | B     |

## Fase final
|  | Semifinal                     | Semifinal |   |  | Final               | Final |  |
|  |                               |           |   |  |                     |       |  |
|  | 27 de junho – Régio da Emília |           |   |  |                     |       |  |
|  | Espanha                       | 4         |   |  |                     |       |  |
|  | França                        | 1         |   |  |                     |       |  |
|  |                               |           |   |  |                     |       |  |
|  |                               |           |   |  | 30 de junho – Udine |       |  |
|  |                               |           |   |  | Espanha             | 2     |  |
|  |                               | Alemanha  | 1 |  |                     |       |  |
|  |                               |           |   |  |                     |       |  |
|  |                               |           |   |  |                     |       |  |
|  |                               |           |   |  |                     |       |  |
|  | 27 de junho – Bologna         |           |   |  |                     |       |  |
|  | Alemanha                      | 4         |   |  |                     |       |  |
|  | Romênia                       | 2         |   |  |                     |       |  |

### Semifinais
| 27 de junho | Alemanha                                      | 4 – 2     | Romênia               | Estádio Renato Dall'Ara, Bologna |
| 13:00       | Amiri 21', 90+4' · Waldschmidt 51' (pen), 90' | Relatório | Pușcaș 26' (pen), 44' | Árbitro: ISR Orel Grinfeld       |

| 27 de junho | Espanha                                                        | 4 – 1     | França           | Mapei Stadium, Régio da Emília |
| 16:00       | Marc Roca 28' · Oyarzabal 45+5' (pen) · Olmo 47' · Mayoral 67' | Relatório | Mateta 16' (pen) | Árbitro: BUL Georgi Kabakov    |

### Final
| 30 de junho | Espanha                   | 2 – 1     | Alemanha  | Estádio Friuli, Udine         |
| 15:45       | Fabián Ruiz 7' · Olmo 69' | Relatório | Amiri 88' | Árbitro: SER Srdjan Jovanović |

## Premiação
| Campeonato Europeu Sub-21 2019 |
| ------------------------------ |
| ESPANHA Campeão (5º título)    |

| Melhor jogador  |
| --------------- |
| ESP Fabián Ruiz |

### Equipe do torneio
| Posição    | Jogador           | Seleção  |
| ---------- | ----------------- | -------- |
| Goleiro    | Alexander Nübel   | Alemanha |
| Defensores | Lukas Klostermann | Alemanha |
| Defensores | Jonathan Tah      | Alemanha |
| Defensores | Jesús Vallejo     | Espanha  |
| Defensores | Benjamin Henrichs | Alemanha |
| Meias      | Fabián Ruiz       | Espanha  |
| Meias      | Mahmoud Dahoud    | Alemanha |
| Meias      | Dani Olmo         | Espanha  |
| Meias      | Luca Waldschmidt  | Alemanha |
| Meias      | Dani Ceballos     | Espanha  |
| Atacantes  | George Pușcaș     | Romênia  |

Fonte: